# José Luis Cuciuffo
José Luis Cuciuffo (Córdoba, 1 de fevereiro de 1961 – Bahía San Blas, 11 de dezembro de 2004) foi um futebolista argentino. Era zagueiro e integrou o elenco vencedor da Copa de 1986.

## Carreira em clubes
Cuciuffo iniciou a carreira em 1978, no Huracán de Córdoba. Após defender Chaco For Ever e Talleres, destacou-se atuando por Vélez Sarsfield e Boca Juniors, atuando em 287 partidas pelas 2 equipes (185 pelo Fortín, 102 pelos Xeneizes), marcando 9 gols (8 com o Vélez, um com o Boca Juniors)
Teve ainda uma passagem de 3 anos pelo Nîmes Olympique, pelo qual disputou 94 jogos. Voltou ao seu país natal para defender o Belgrano, o qual era torcedor declarado, em 1993. Encerrou a carreira no mesmo ano.

## Seleção Argentina
Pela Seleção Argentina, El Cuchu disputou 21 jogos entre 1985 e 1989. Convocado para a Copa de 1986, ficou de fora apenas da partida contra a Coreia do Sul. Uma curiosidade é que Cuciuffo, embora fosse zagueiro, usava a camisa 9, pois a Albiceleste usava o critério da numeração seguindo a ordem alfabética. Disputou ainda 2 edições da Copa América, em 1987 e 1989, quando não voltaria a ser convocado desde então.

## Morte
Em 11 de dezembro de 2004, Cuciuffo foi atingido na barriga por um disparo de espingarda de caça, que levava entre as pernas em sua picape, na região de Bahia San Blas, ao sul da província de Buenos Aires. Socorrido às pressas, o ex-zagueiro não respondia ao tratamento e foi levado a um hospital em Carmen de Patagones, a 90 quilômetros de San Blas, porém não resistiu e morreu aos 43 anos.
Na época, em 2004, ele foi o primeiro jogador campeão mundial de futebol pela Argentina a morrer.

## Títulos
Argentina
- Copa do Mundo de 1986